# УАСТ Леви (Чикаго)
УАСТ «Ле́ви» (Українсько-американське спортове товариство «Леви»; англ. Ukrainian American Sports Association Chicago Lions; англ. Ukrainian Lions)  — американський спортивний клуб з міста Чикаго. 
Заснований як Спортивне товариство «Січ» Богданом Білинським, Володимиром Вірщуком, І. Красником, Григорієм Масником та Я. Раком 23 жовтня 1949 року. У 1951 році назву було змінено на УАСТ «Леви».
Розформований у 2004 році.

## Відомі гравці
- Орест Банах
- Нік Крат
- Зенон Снилик